# 鹿島房次郎

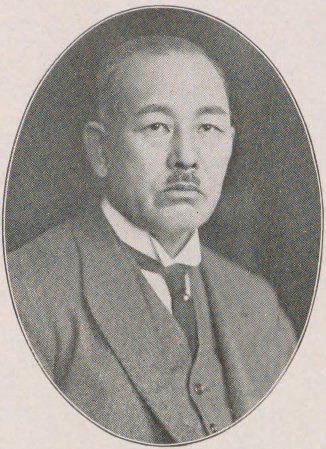
鹿島房次郎

鹿島 房次郎（かじま ふさじろう、旧姓・田部、1868年11月5日（明治元年9月21日） - 1932年（昭和7年）7月29日）は、日本の実業家、政治家。神戸市会議員を経て第4代神戸市長（在任：1910年2月28日 - 1920年）。
自治体官僚主導による都市経営手法の源流を創った人物の一人とされ、その人格および手腕は、歴代神戸市長中の白眉と称される。族籍は兵庫県平民。

## 生涯
広島県比婆郡庄原村（現・庄原市）出身。裕福な農家、田部香蔵の弟。鹿島家に入り慶應義塾幼稚舎を経て、慶應義塾大学部理財科を卒業し、次いで東京高等商業学校（後の一橋大学）を卒業、さらにアメリカ合衆国のミシガン大学に4年間留学した。帰国後神戸の資産家・鹿島家の婿養子となり、神戸市水道部外事係嘱託となる。ここで鹿島は頭角を現し2年目に係長に昇格するが、1901年（明治34年）に第2代神戸市長・坪野平太郎による大量解雇の対象となり職を失った。周囲の勧めもあって市会議員に立候補し当選した鹿島は坪野を激しく追及し、後に辞任に追い込む一因を作り出したとされる。

### 神戸市長時代
1910年（明治43年）2月28日、突如辞任した第3代神戸市長・水上浩躬の後任探しが難航した際、対応を一任された市会議長の坪田十郎の要請を受け市長に就任した。
鹿島が市長となった当時、神戸市は重工業化が進み神戸港が貿易港として成長し、人口が市制開始時（1889年（明治22年））の約3倍にあたるおよそ40万人に増加するなど、新興都市として伸び盛りの時期を迎えつつあった。さらに就任後の1914年（大正3年）に第一次世界大戦が勃発すると景気が好転し、1916年（大正5年）以降神戸市の予算額は急速に増大していった。
鹿島が第一に取り組んだのは神戸電気鉄道に関する問題であった。まず、市長就任直後の1910年4月に開業したものの資金難から市街電車の二期線工事に着手できずにいた同社に対して補助を行うと、次いで1913年（大正2年）に電灯電力供給事業に参入した同社と神戸電灯との合併を承認し、さらに1917年（大正6年）に路線拡張を速やかに行わない同社を瀧川儀作の仲裁を仰ぎつつ買収、市街電車を市営化した（神戸市電）。市営化後、市街電車の路線は飛躍的に拡大し、都市の発展拡大を促した。
教育分野では、学区の廃止を断行した。これは市内の各区に任せていた小学校の運営を市に一本化し、区の財政状況に児童の教育環境が左右される状況を解消するためのもので、神戸教育史上画期的といわれる、他の都市に先んじて行われた政策であった。鹿島はさらに300万円の公債を発行して小学校増設に乗り出した。
鹿島はそのほか、人口増加に対応するために千苅に大規模な水源を設け給水力の強化を図り、また貿易量が増大し続ける神戸港の設備・防災力を強化すべく、第一期築港工事（1907年（明治40年） - 1922年（大正11年））の完成を待たずして1919年（大正8年）に第二期築港工事に着手した。築港工事においては、築港公債の直接募集を行い、資金調達に経営手腕を発揮した。
1918年（大正7年）に起った米騒動の影響は神戸市にも及び、大手商社鈴木商店が焼き打ちされた。事件の要因としては生活困窮者の多さが指摘され、市会において対応が議題となった際、鹿島は公設市場を設け食料品や日用品を安く供給することを提案し、実施に移した。

### 神戸市長辞職後
1920年（大正9年）、「二回まで重任したことすら過分だ」「米国の大統領でも3度は出ない」と3選を固辞し、2期の任期切れをもって市長の職を辞した。
同年、川崎総本店総務理事となり、東亜セメント等、関係諸会社重役を兼ね、日本無線電信、日本航空輸送の創立に参与。また神戸新聞社取締役の他、1925年神戸商工会議所会頭に就任、再選も果たした。村野工業理事の他、1924年、神戸市に女学校の不足を痛感し、神戸山手学習院（現・神戸山手女子中学校・高等学校）を開設、自ら初代校長、理事長に就任。同年、神戸ロータリークラブ創立に参加。1926年株式会社オリエンタルホテル創立で社長。
1927年金融恐慌で川崎造船所（現・川崎重工業）が破綻すると、初代社長松方幸次郎の後を受け1928年川崎造船所と川崎汽船の社長に就任。川崎車両を分離させる等、再建に努力したが在任中の1932年に死去した。

## 家族・親族
鹿島家
- 妻・みか（1872年 - ?）[3][9]
- 娘[3][9]